# ГЕС Доганкент
ГЕС Доганкент — гідроелектростанція на півночі Туреччини. Знаходячись між ГЕС Akköy 1 (вище за течією) та ГЕС Aslancık, входить до складу каскаду на річці Harşit Çayı, яка впадає до Чорного моря на східній околиці міста Тиреболу.
У межах проєкту річку перекрили водозабірною греблею, яка спрямовує ресурс до прокладеного через лівобережний гірський масив дериваційного тунелю довжиною 7,5 км із перетином 4,5 × 5,5 метра. Крім того, через тунель довжиною 0,5 км з перетином 3,1 м отримують певний додатковий ресурс із водозабору на потоці Кавраз. По завершенні тунель переходить у три напірні водоводи — два довжиною по 343 метри з діаметрами 1,85 метра та один довжиною 276 метрів із діаметром 2,25 метра. У системі також працює запобіжний балансувальний резервуар висотою 14 метрів із діаметром 16 метрів.
У 1971 році в напівзаглибленому машинному залі стали до ладу три турбіни типу Френсіс потужністю по 8,2 МВт, які використовували напір у 185 метрів. За сім років до них додали ще одну таку ж, а в 1981-му запустили другу чергу у складі однієї турбіни того ж типу потужністю 41,7 МВт. Останню розмістили у підземному машинному залі, при цьому її напір був дещо вищий — 191 метр. У сукупності це обладнання повинне забезпечувати виробництво 314 млн кВт·год електроенергії на рік.
Видача продукції відбувається по ЛЕП, розрахованій на роботу під напругою 154 кВ.